# Lionel Sanders
Pour les articles homonymes, voir Sanders.
Lionel Sanders né le 22 février 1988 à Harrow (en) au Canada, est un triathlète professionnel, spécialiste des longues distances. Il connaît de grands et rapides succès sur le circuit international de triathlon malgré un parcours atypique qui l'a mené d'une dépendance aux drogues et à l'alcool, aux podiums du circuit Ironman 70.3.

## Biographie

### Jeunesse
Lionel Sanders grandit à Harrow, une petite ville de 3 000 habitants au Canada et commence le sport dès son plus jeune âge dans le milieu scolaire où il pratique la course à pied et le basket-ball. Il persiste dans la course à pied au collège et au lycée et obtient quelques bons résultats avec une 10e place aux championnats régionaux de cross country et de steeple. S'il est parmi les meilleurs coureurs du lycée, il le fait sans mettre beaucoup d'énergie dans ses entraînements, de par une faible motivation. L’entraîneur de son lycée Dale Larson lui reconnait de vrai qualité de « battant » pendant une course malgré une faible volonté de s’entraîner sérieusement.

### Addiction et dépression
En 2006 Lionel Sander entre à l'université de Windsor et entame une lente descente physique et morale. Abandonnant peu à peu le sport, il s'adonne à des consommations excessives d'alcool, de cigarettes et de drogues douces, comme la marijuana. Il se vante parfois de sa capacité à absorber ces drogues et expérimente lors de sa seconde année d'université des drogues plus dures comme l'ecstasy. Continuant sa lente déchéance, il devient par la suite dépendant à la cocaïne.
En cours d'année, il cesse de suivre les cours et continue d'abuser de produits stupéfiant et d'alcool qui vont lui provoquer de nombreuses hallucinations et l'emmener dans un état de grave dépression. Son père, Doug Sander, échoue à le raisonner, le qualifiant « d'oiseau libre, toujours prêt à faire ce qu'il veut ». Ceux qui le connaissent confirment qu'il est souvent extrême dans ce qu'il fait, y compris quand il use de drogue ou d'alcool. S'éloignant de ses études, il crée un site de service internet qui lui rapporte suffisamment d'argent pour financer ses excès de produits stupéfiants, ce qui contribue à l'enfoncer lentement dans une dépendance grave.
Pendant prés de quatre ans, il reste fortement dépendant, essayant plusieurs fois et de par lui-même d’échapper à ses profondes addictions, mais échoue régulièrement dans ces tentatives, augmentant un peu plus un état dépressif, qui l’entraîne vers une tendance suicidaire.
Il cache au mieux son extrême dépendance aux drogues et à l'alcool à ses parents, mais après avoir absorbé des quantités importantes d'alcool avant de se rendre à un concert à Détroit, il tente de sauter de la voiture en marche qui le transporte et se blesse sérieusement à la tête, ces amis décident alors d'appeler sa mère Becky Sanders. Au vu de la situation dramatique, elle prend la décision de l'envoyer en cure de désintoxication. Le centre qui l'accueille le rassure sur les chances qu'il a d'en finir avec ses dépendances et il entame un processus de soin pour mettre fin à ses addictions.

### Sport et triathlon

#### Retour au sport
En novembre 2009, à la suite de sa cure, il met un terme à sa consommation de stupéfiants. Il reprend la course à pied, mais cette pratique ne lui apporte pas satisfaction. Il décide alors de réaliser un triathlon Ironman. N'ayant pas l'argent pour les frais d'inscription, il demande à sa mère de lui financer ce projet. N'ayant jamais pratiqué le triathlon, il participe tout d’abord à une course découverte au format sprint (S) en mai 2010 où il manque de se noyer pendant la partie natation. Il persévère malgré tout et arrive à prendre le départ de l'Ironman Louisville où il devient pour la première fois un finisher Ironman, mais confie « que c'est la chose la plus difficile qu'il ait jamais faite dans sa vie ».
Motivé par cette première réussite, il reprend la course à pied avec sérieux, et est invité par Barrie Shepley à rejoindre l'équipe élite de cross-country du Training Club Course Canadian où il poursuit sa formation et sa mise à niveau durant l'été 2011. Il progresse régulièrement. Ses premiers succès sont obtenus en duathlon en 2011. Il est finaliste lors des championnats américains de cette spécialité et remporte le championnat canadien.
Il commence à s’entraîner particulièrement en natation, cette spécialité étant son point faible, et se donne en 2013 des objectifs ambitieux en triathlon. Il participe à plusieurs courses régionales sur courtes distances où il obtient quelques bons résultats dont une victoire sur le Binbrook Triathlon. Il se hisse ainsi parmi les premiers de son âge au Canada, fait le choix de devenir professionnel et d'entrer sur le circuit longue distance du championnat du monde d'Ironman 70.3.

#### Performance en triathlon
Il termine quatrième en 3 h 46 min 3 s aux championnats du monde 2014 d'Ironman 70.3 qui s'est déroulé à Mont-Tremblant, au Québec. En 2016, il remporte la victoire sur cinq Ironman 70.3 et conserve son titre sur l'Ironman Arizona en établissant un nouveau record sous la barre symbolique des huit heures de course (Sub8).

## Palmarès
Le tableau présente les résultats les plus significatifs (podium) obtenus sur le circuit international de triathlon depuis 2013.
| Année | Compétition                                                | Pays       | Position          | Temps           |
| ----- | ---------------------------------------------------------- | ---------- | ----------------- | --------------- |
| 2023  | Ironman 70.3 Oregon                                        | États-Unis | Médaille d'or     | 3 h 33 min 36 s |
| 2022  | Championnats du monde d'Ironman 2021 - Saint George (Utah) | États-Unis | Médaille d'argent | 7 h 54 min 2 s  |
| 2022  | Ironman 70.3 Mont Tremblant                                | Canada     | Médaille d'or     | 3 h 48 min 1 s  |
| 2021  | Ironman 70.3 Indian Wells-La Quinta                        | États-Unis | Médaille d'or     | 3 h 38 min 18 s |
| 2021  | Ironman 70.3 Saint George                                  | États-Unis | Médaille d'or     | 3 h 42 min 55 s |
| 2021  | Ironman 70.3 Texas                                         | États-Unis | Médaille d'or     | 3 h 42 min 0 s  |
| 2021  | Ironman Floride                                            | États-Unis | Médaille d'argent | 7 h 48 min 49 s |
| 2021  | Ironman Chattanooga                                        | États-Unis | Médaille d'argent | 7 h 54 min 46 s |
| 2021  | Ironman Copenhague                                         | Danemark   | Médaille d'argent | 7 h 49 min 23 s |
| 2019  | Ironman 70.3 Indian Wells-La Quinta                        | États-Unis | Médaille d'or     | 3 h 43 min 36 s |
| 2019  | Ironman 70.3 Los Cabos                                     | Mexique    | Médaille d'or     | 3 h 44 min 6 s  |
| 2019  | Ironman Mont Tremblant                                     | Canada     | Médaille d'argent | 8 h 5 min 38 s  |
| 2018  | Ironman 70.3 Indian Wells-La Quinta                        | États-Unis | Médaille d'or     | 3 h 45 min 59 s |
| 2018  | Ironman 70.3 Saint George                                  | États-Unis | Médaille d'or     | 3 h 41 min 11 s |
| 2018  | ronman 70.3 Pucón                                          | Chili      | Médaille d'or     | 3 h 48 min 44 s |
| 2018  | Ironman 70.3 Mont Tremblant                                | Canada     | Médaille d'or     | 3 h 40 min 58 s |
| 2018  | Ironman Mont Tremblant                                     | Canada     | Médaille d'argent | 8 h 24 min 1 s  |
| 2018  | Championnat du monde Challenge                             | Slovaquie  | Médaille d'or     | 3 h 43 min 28 s |
| 2017  | Ironman Arizona                                            | États-Unis | Médaille d'or     | 7 h 54 min 10 s |
| 2017  | Ironman - Championnat du monde à Kailua-Kona               | États-Unis | Médaille d'argent | 8 h 4 min 7 s   |
| 2017  | Championnat du monde longue distance ITU                   | Canada     | Médaille d'or     | 5 h 20 min 36 s |
| 2017  | Championnat du monde Challenge                             | Slovaquie  | Médaille d'or     | 3 h 40 min 4 s  |
| 2017  | Ironman 70.3 Mont-Tremblant                                | Canada     | Médaille d'or     | 3 h 46 min 4 s  |
| 2017  | Ironman 70.3 Pucón                                         | Chili      | Médaille d'or     | 4 h 0 min 7 s   |
| 2017  | Ironman 70.3 Californie                                    | États-Unis | Médaille d'or     | 3 h 50 min 4 s  |
| 2017  | Ironman 70.3 Buenos Aires                                  | Argentine  | Médaille d'or     | 3 h 42 min 47 s |
| 2016  | Ironman Arizona                                            | États-Unis | Médaille d'or     | 7 h 44 min 29 s |
| 2016  | Ironman 70.3 Mont-Tremblant                                | Canada     | Médaille d'or     | 3 h 47 min 21 s |
| 2016  | Ironman 70.3 Saint George                                  | États-Unis | Médaille d'or     | 3 h 48 min 18 s |
| 2016  | Ironman 70.3 Texas                                         | États-Unis | Médaille d'or     | 3 h 40 min 30 s |
| 2016  | Ironman 70.3 Californie                                    | États-Unis | Médaille d'or     | 3 h 51 min 17 s |
| 2016  | Ironman 70.3 Panama                                        | États-Unis | Médaille d'or     | 3 h 38 min 52 s |
| 2015  | Ironman Arizona                                            | États-Unis | Médaille d'or     | 7 h 58 min 22 s |
| 2015  | Ironman 70.3 Racine                                        | États-Unis | Médaille d'or     | 3 h 49 min 41 s |
| 2015  | Ironman 70.3 Muskoka                                       | Canada     | Médaille d'or     | 4 h 2 min 52 s  |
| 2015  | Ironman 70.3 Mont-Tremblant                                | Canada     | Médaille d'or     | 3 h 45 min 38 s |
| 2015  | Ironman 70.3 Texas                                         | États-Unis | Médaille d'or     | 3 h 45 min 39 s |
| 2014  | Ironman Floride                                            | États-Unis | Médaille d'or     | 6 h 58 min 46 s |
| 2014  | Ironman 70.3 Steelhead                                     | États-Unis | Médaille d'or     | 3 h 46 min 13 s |
| 2014  | Ironman 70.3 Racine                                        | États-Unis | Médaille d'or     | 3 h 45 min 55 s |
| 2014  | Ironman 70.3 Muncie                                        | États-Unis | Médaille d'or     | 3 h 42 min 48 s |
| 2013  | Ironman 70.3 Muskoka                                       | Canada     | Médaille d'or     | 4 h 2 min 52 s  |